# 劉州鳩
刘州鸠（？—？），姬姓，刘氏，春秋时期周朝的大夫。
前530年十月廿五丙申日，刘献公杀死甘悼公甘过，十月廿六丁酉日，又杀甘悼公甘过的同党献太子傅庾皮的儿子过，在集市杀瑕辛，到市上观刑者有宫嬖绰、王孙没、刘州鸠、阴忌、老阳子。刘州鸠就是伶州鸠，老阳子就是老子。